# ステファニー・ジンバリスト
ステファニー・ジンバリスト（Stephanie Zimbalist, 1956年10月8日 -）はアメリカ出身のユダヤ系女優。

## 略歴
ニューヨーク州生まれ。父親は俳優のエフレム・ジンバリスト Jr.。祖父はバイオリニストのエフレム・ジンバリスト、祖母はオペラ歌手のアルマ・グルック。バージニア州のフォックスクロフト・スクールを卒業後、ロサンゼルスで演技やダンスなどを学ぶ。そしてニューヨークのジュリアード音楽院にて本格的に演劇を学んだ。
1976年よりテレビドラマでデビューを果たす。1980年、チャールトン・ヘストン主演の映画『ピラミッド』に出演。そして彼女の名前を一躍有名にしたドラマシリーズ『探偵レミントン・スティール』でピアース・ブロスナンとともに主役を務める。このシリーズは1982年から1987年まで放映され人気を博し日本でも放送された。その後も多くのテレビドラマに出演している。

## 主な出演作品

### 映画
| 公開年 | 邦題 原題                                                           | 役名                         | 備考           |
| ------ | ------------------------------------------------------------------- | ---------------------------- | -------------- |
| 1977   | 小さな生命・カレンの裁判 In the Matter of Karen Ann Quinlan         | メアリー・アレン・クインラン | テレビ映画     |
| 1977   | クリスマス・ツリー The Gathering                                    | トニ                         | テレビ映画     |
| 1978   | 青春 Forever                                                        | キャサリン                   | テレビ映画     |
| 1978   | ラッシー The Magic of Lassie                                        | ケリー・ミッチェル           |                |
| 1979   | 惨事!ビル大火災 The Triangle Factory Fire Scandal                   | コニー                       | テレビ映画     |
| 1980   | ピラミッド The Awakening                                            | マーガレット                 |                |
| 1980   | ベビーシッター The Babysitter                                       | ジョアンナ                   | テレビ映画     |
| 1985   | アレック・ボールドウイン/脱獄天使 Love on the Run                   | ダイアナ・ロックウッド       | テレビ映画     |
| 1988   | アガサ・クリスティ/殺しのブラウン・スーツ The Man in the Brown Suit | アンネ・ベディングフェルド   | テレビ映画     |
| 1990   | キャロラインはだれ? Caroline?                                       | キャロライン                 | テレビ映画     |
| 1991   | おばあちゃんの贈り物 The Story Lady                                 | ジュリー・ポラード           | テレビ映画     |
| 1993   | ジェリコ・フィーバー Jericho Fever                                  | ボニー                       | テレビ映画     |
| 1994   | インシデント! 弁護士ハーモン Incident in a Small Town               | リリー・マーガレット・ベル   | テレビ映画     |
| 1996   | デッド・ターゲット Dead Ahead                                       | マーラ                       | テレビ映画     |
| 2000   | ブレッド&ローズ Bread and Roses                                     | ステファニー・ジンバリスト   | クレジットなし |
| 2000   | プロフェッツ・ゲーム/殺人予告 The Prophet's Game                    | フランシス                   |                |

### テレビシリーズ
| 放映年    | 邦題 原題                                   | 役名               | 備考         |
| --------- | ------------------------------------------- | ------------------ | ------------ |
| 1978-1979 | 遥かなる西部 わが町センテニアル Centennial  | エリー             | 4エピソード  |
| 1982-1987 | 探偵レミントン・スティール Remington Steele | ローラ・ホルト     | 94エピソード |
| 2003      | 女検死医ジョーダン Crossing Jordan          | ミセス・サリヴァン | 1エピソード  |